# Andrej Vladimirovič Frolov
Andrej Vladimirovič Frolov (San Pietroburgo, 19 ottobre 1909 – Mosca, 22 maggio 1967) è stato un regista cinematografico sovietico.

## Filmografia (parziale)

### Regista
- Pervaja perčatka (1946)[1]
- Dobroe utro (1955)
- Gost' s Kubani (1955)